# سليم ويتمان
سليم ويتمان (بالإنجليزية: Slim Whitman)‏ (20 يناير 1923 - 19 يونيو 2013)، هو مغني كانتري وشعبي أمريكي راحل اشتهر بغناء اليودل وصوته الفالسيتو. بيع من تسجيلاته نحو 70 مليون نسخة خلال مسيرته التي امتدت سبعة عقود، وأصدر أكثر من 100 ألبوم وحوالي 500 أغنية مسجلة من مختلف الأصناف الموسيقية. اشتهر ويتمان بأغاني مثل "Rose Marie" و "Indian Love Call"، والأخيرة اشتهرت لاحقا في التسعينيات بعض عرضها في فيلم هجوم المريخ! عام 1997.

## السيرة
وُلد أوتيس ديوي ويتمان الابن في حي أوك بارك في مدينة تامبا في فلوريدا في 20 يناير 1923، وهو ابن أوتيس ديوي ويتمان الأب (1896-1961) ولوسي ماهون (1903-1987). استمع في صباه لموسيقى جيمي رودجرز وجين أوتري، لكنه لم يتجه للموسيقى إلا بعد نهاية الحرب العالمية الثانية، بعد أن خدم في جنوب المحيط الهادئ مع البحرية. كان يغني على السفينة أحيانا أمام رفاقه، ما جعل القائد يبقيه على السفينة ويمنع نقله. كانت من طموحاته أيضا أن يصبح ملاكما أو لاعب بيسبول محترف.
فقد ويتمان جزءا كبيرا إصبعه الوسطى على يده اليسرى في حادث خلال عمله في مصنع لتعبئة اللحوم، وهو ما جعله يتعلم عزف الإيتار بيده اليسرى رغم أنه كان أيمنا. كان يعمل في حوض بناء السفن في تامبا في الوقت الذي كان يطور فيه موسيقاه، غنى مع عدد من الفرق. أتت فرصته عندما سمعه مدير المواهب كولونل توم باركر وهو يغني على الراديو وعرض عليه أن يمثله.  وقع مع شركة آر سي أيه، وتم منحه اسم «سليم ويتمان» على المغني الكندي ويلف كارتر، الذي كان معروفًا باسم مونتانا سليم. أصدر ويتمان أغنيته المنفردة الأولى في عام 1948، بعنوان "I'm Casting My Lasso Towards the Sky"، واستخدم فيها غناء اليودل. قام بجولات وغنى في عدد من الأماكن مثل البرنامج الإذاعي لويزيانا هيرايد.
في البداية، لم يكن قادرا على كسب عيشه من الموسيقى، واحتفظ بوظيفة بدوام جزئي في مكتب بريد. تغير حظه ذلك في أوائل الخمسينيات بعد أن سجل نسخة من أغنية بوب نولان "Love Song of the Waterfall"، التي وصلت للمركز العاشر على قائمة الكانتري.  كانت أغنيته التالية، " Indian Love Call"، أكثر نجاحًا، حيث وصلت إلى المركز الثاني على القائمة كما وصلت للمركز التاسع على قائمة البوب.
لم يعتمد ويتمان على أغاني الكانتري التقليدية التي تتحدث عن الحب الفاشل والكحول، مفضّلة بدلاً من ذلك أن يغني ألحان رومانسية عن الحياة البسيطة والحب. أطلق النقاد على أسلوبه «كانتري بوليتان»، بسبب دمجه للكانتري وغناء الطرب الراقي. سجل العديد من ألحان الغرب الأمريكي، إلا أنه اشتهر أكثر بأغاني الحب والرومانسية.
كان يُعرف سابقًا باسم «المغني الشعبي المفضل لأمريكا»، إلا أنه تمتع بشعبية كبيرة في أوروبا، وخاصة في المملكة المتحدة. في عام 1955، وصل ويتمان للمركز الأول على قائمة أغاني المملكة المتحدة بأغنية «روز ماري»، وهي اللحن الأساسي لأوبريت «روز ماري»، وبقيت في الصدارة لأحد عشر أسبوعًا،  وهو رقم قياسي حملته الأغنية استمر لمدة 36 عامًا حتى حطم بريان آدامز الرقم في عام 1991. في عام 1956، أصبح أول مغني كانتري يغني في مسرح في بالاديوم لندن.  تمت دعوة ويتمان للانضمام إلى غراند أول أوبري بعد ذلك بفترة وجيزة، وفي عام 1957 ظهر مع نجوم غناء آخرين في الفيلم الموسيقي «جامبوري». ولكن رغم هذا، لم يحقق مستوى النجومية في الولايات المتحدة كما فعل في بريطانيا، حيث نجحت أغاني أخرى له هناك خلال الخمسينيات.  حقق ويتمان النجاح في بريطانيا مجددا في عام 1976، حيث وصل كان ألبوم أفضل أعماله للمركز الأول طوال ستة أسابيع، كما وصل ألبوم آخر للمركز الأول في عام 1977 بعنوان «ريد ريفر فالي»، حيث بقي في الصدارة لأربعة أسابيع. في وقت لاحق من نفس العام، وصل ألبومه Home on the Range للمركز الثاني على القائمة. 
آخر أغنية له تدخل قائمة بيلبورد هي أغنية "Can’t Help Falling in Love"، وهي تقليد لأغنية إلفيس بريسلي الشهيرة. أصدر ويتمان آخر ألبوم تسجيلي له في تلك الفترة بعنوان «أنجيلين» في عام 1984، وبعد ذلك واصل جولاته الجنائية. توقف عن تسجيل الأغاني خلال 18 سنة قبل أن يعود التسجيل في عام 2002، ولكنه لم يصدر ألبومه التالي والأخير بعنوان "Twilight on the Trail" حتى عام 2010، وضم أغاني غرب شهيرة، وتم إنتاجه من قبل ابنه بايرون ويتمان. 

## الحياة الشخصية
عاش ويتمان بعد عام 1957 في مزرعته في بلدة ميدلبورغ، وهي تقع جنوب أورنج بارك في شمال فلوريدا.
نشر نعي له بالخطأ في 20 يناير 2008، وكان هذا عيد ميلاد ويتمان الخامس والثمانين، في صحيفة ناشفيل تينيسيان، وتمت مشركته بين الناس في موقع الجريدة.
في عام 2009، توفيت زوجته ألما جيرالدين جيرمان عن عمر يناهز 84 عامًا. أنجب الزوجان ابنة هي شارون بيغل (مواليد 1942)، وابنا هو بايرون كيث ويتمان (مواليد 1957). بايرون هو فنان ومنتج موسيقى، وقد أصدر عددًا من التسجيلات، ورافق والده في الجولات وجلسات التسجيل.
توفي سليم ويتمان بسبب قصور في القلب  في 19 يونيو 2013، عن عمر يناهز التسعين في مركز أورانج بارك الطبي في أورانج بارك، فلوريدا.

## الإرث
حصل سليم ويتمان على نجمة على ممشى المشاهير في هوليوود في 1709 شارع فاين لمساهمته في صناعة التسجيل.
استشهد مغني البيتلز جورج هاريسون بويتمان بكونه أحد أهم التأثيرات عليه في بداياته: «أول شخص رأيته يعزف على الإيتار كان سليم ويتمان، إما في صورة له في مجلة أو على في التلفزيون». كما ذكر بول مكارتني أنه عندما اشترى أول غيثار له، ولم يكن واثقا من العزف على آلة تم صنعها لعازف أيمن، حيث كان أعسر. وعندما رأى صورة ويتمان وهو يلعب بيده اليسرى أعاد ضبط أوتار غيتاره حتى يتمكن هو الآخر من العزف باليد اليسرى.  ذكر مغني البوب الأمريكي مايكل جاكسون أن ويتمان كان أحد أفضل عشرة مطربين لديه.
في فيلم هجوم المريخ عام 1996، تظهر أغنية ويتمان الشهيرة "Indian Love Call" كسلاح ضد الغزاة الفضائيين. في عام 2003، استخدم روب زومبي نسخة ويتمان من أغنية "I Remember You" في الفيلم الأول ن إخراجه منزل الألف جثة. 

## وصلات خارجية
- سليم ويتمان على موقع IMDb (الإنجليزية)
- سليم ويتمان على موقع ميوزك برينز (الإنجليزية)
- سليم ويتمان على موقع إن إن دي بي (الإنجليزية)
- سليم ويتمان على موقع أول ميوزيك (الإنجليزية)
- سليم ويتمان على موقع ديسكوغز (الإنجليزية)